# Гусеничный
Гусеничный — ручей в России, протекает по территории Городского поселения Кандалакша Кандалакшского района Мурманской области. Длина ручья — 12 км.
Ручей берёт начало из болота без названия и далее течёт преимущественно в юго-восточном направлении.
Ручей в общей сложности имеет 12 малых притоков суммарной длиной 28 км.
Впадает на высоте ниже 56,6 м над уровнем моря в реку Вирму, впадающую в губу Лупчу Белого моря.
Населённые пункты на ручье отсутствуют.
Код объекта в государственном водном реестре — 02020000712202000000035.